# Общее образование
О́бщее образова́ние (пе́рвый у́ровень образова́ния) — не профессиональное и не специальное образование.
В настоящее время к общему образованию в широком смысле принято относить следующие составляющие: дошкольное, начальное общее, основное общее, среднее общее образование.
Иногда дошкольное и/или начальное общее образование не включаются в понятие общее образование и рассматриваются отдельно.
В России и некоторых других странах три уровня — начальное общее, основное общее и среднее общее иногда называют средним образованием, так как они включены в школьное образование и преподаются в средних школах.

## Структура общего образования

### Дошкольное образование
Дошкольное образование — обеспечение интеллектуального, личностного и физического развития ребёнка возраста от 2 до 7 лет.
В зависимости от законодательства, традиций и культур подход к дошкольному образованию различен — перед ним могут ставиться различные основные и частные задачи, оно может быть обязательным или нет, реализуется через различные традиционные институты. Дошкольное образование в России осуществляется, как правило, в учреждениях дошкольного образования, учреждениях общего образования (предшкола), учреждениях дополнительного образования детей (центры и объединения раннего развития ребёнка), но может осуществляться и дома в семье. С учётом того обстоятельства, что в России сейчас более трети молодых семей, имеющих ребёнка, не обеспечены детскими дошкольными учреждениями, подготовка родителей к азам семейного дошкольного воспитания становится одной из важнейших задач молодёжной семейной политики.

### Начальное общее образование
Начальное общее образование (1-4 классы) — это первая ступень общего образования у детей в России и многих других странах. Получая начальное образование, дети приобретают первые знания об окружающем мире, навыки в общении и решении прикладных задач. На этом этапе формируется и начинает развиваться личность ребёнка.

### Основное общее образование
Основное общее образование (5-9 классы) — вторая ступень общего образования в России и в большинстве других стран, целями которого является создание условий для становления и формирования личности обучающегося, развитие его склонностей и интересов. Основное общее образование является необходимым этапом для получения среднего (полного) общего образования и начального профессионального образования.
В развитых странах основное общее образование является обязательным для всех, в большинстве развитых стран оно обязано быть общедоступным, то есть бесплатным. И то и другое прямо декларируется в конституциях.
В большинстве развитых стран основное общее образование подразумевает 9-летнее обучение в средней школе. В конце последнего 9-го года школьники сдают тесты (в России — ОГЭ), результаты которых определяют возможность каждого ученика получить либо полное среднее образование, либо среднее профессиональное. В XX веке в СССР, в период с 1920-х по 1980-е, имелся статус «неполного среднего образования» (НСО): в 1920-х — 1960-х это было полностью оконченных 7 классов (ФЗС и семилетка) из 10 классов средней школы. В 1960-х — 1980-х — это 8 классов из 10 классов средней школы. При переходе на 11-летнее среднее образование НСО соответствует 9 классам общеобразовательной школы.

### Среднее общее образование
Среднее общее образование (10-11 классы) — третья, завершающая ступень общего образования в России и некоторых других странах, целями которого являются развитие творческих способностей обучающегося и формирования навыков самостоятельного обучения. Среднее общее образование является необходимым этапом для получения высшего образования. Основное назначение старших классов — подготовка к поступлению в высшее учебное заведение. В старшие классы ученики проходят после отсевочных экзаменов, которыми заканчивается основное общее образование. В России среднее общее образование подразумевает начальное, основное общее образование и 2 года обучения в старших классах (10 и 11 классы). В большинстве развитых стран это не 2, а 3 года (в некоторых странах, например, в Германии, 4). По этой причине российские аттестаты признаются на Западе лишь частично, а российские абитуриенты лишаются возможности прямого зачисления в большинство зарубежных вузов. Среднее общее образование заканчивается сдачей государственных экзаменов (ЕГЭ), результаты которых определяют возможность поступления в вуз. Кроме средних общеобразовательных школ, среднее общее образование существует и в средних специальных учебных заведениях СПО, как и в вечерних средних школах, гимназиях и лицеях.
Во Франции — «лицей» (10-12 классы)

## Права и обязанности
Всеобщая декларация прав человека от 10 декабря 1948 года декларирует доступность и бесплатность общего образования: «образование должно быть бесплатным по меньшей мере в том, что касается начального и общего образования». В некоторых странах, включая Россию, это положение закреплено в Конституции (см. ст. 43 Конституции России).
В настоящее время в некоторых странах (например, в России) общее образование является не только правом, но и обязанностью граждан.

## Организация
Общее образование даётся в рамках государственных, муниципальных, а также частных организаций. В некоторых странах создание частных организаций в сфере общего образования запрещено, в других, как в России, большинство из уровней подлежит лицензированию.
Практически во всех странах общее образование, по крайней мере до основного уровня включительно, можно получить бесплатно. Обычно в рамках социальной политики государств происходит поддержка всей структуры общего образования.

## Стандарты качества среднего образования
В отличие от высшего образования, стандарты которого носят международный характер (Болонский процесс), качество среднего образования, стандарты подготовки школьников и учебных программ разрабатываются на государственном уровне в каждой отдельной стране. Единой международной стандартизации в среднем образовании практически нет: есть только общие требования к продолжительности обучения в школе (не менее 12 лет) и необходимости введения государственных экзаменов для выпускников школ. В одних странах школьники сдают 6 экзаменов (Великобритания, Франция), в других 12 (Швейцария). В большинстве стран цикл обучения в школе составляет 12 лет, но в Германии, Австрии среднее образование предусматривает 13-летнее обучение. В России цикл обучения короче — всего 11 лет и количество государственных экзаменов самое небольшое — всего 2 (русский язык и математика). Для получения аттестата о среднем (полном) образовании необходимо сдать только эти предметы. Остальные экзамены выпускник вправе выбрать при необходимости для поступления в ВУЗ.
Образование — стратегически важное направление государственной политики. Поэтому, несмотря на отсутствие международных стандартов в части среднего образования, международные организации (ОЭСР, ЮНЕСКО, ООН и другие) считают крайне важным отслеживать изменения, происходящие в сфере среднего образования как на мировом уровне, так и на национальных, для чего проводят собственные исследования. Самым авторитетным таким исследованием является PISA (Programme for International Student Assessment). Согласно этому международному исследованию качества среднего образования, в среднем по ОЭСР качество подготовки школьников снижается (с 500 баллов в 2000 году до 493 баллов в 2015). Самое лучшее среднее образование, согласно рейтингу PISA, в Сингапуре и Японии. Из европейских стран список возглавляют Эстония и Финляндия. Россия из 73 стран, участвующих в рейтинге качества среднего образования в 2015 году, заняла 32 место.